# 아스트라한 칸국
아스트라한 칸국(러시아어: Астраха́нское ха́нство, 타타르어: Ästerxan xanlığı)은 아스트라한에 성립한 한국이다. 킵차크 한국을 계승한 한국이었다.
1556년 이반 4세에게 멸망했다.